# Dean Geyer
Dean Stanley Geyer (ur. 20 marca 1986 w Johannesburgu w RPA) – australijski aktor i były piosenkarz.

## Życiorys

### Wczesne lata
Urodził się w Johannesburgu, w północno-wschodniej części Południowej Afryki, jako najstarszy z trojga dzieci Debbie i Keitha Geyerów. Wychowywał się wraz z dwoma młodszymi siostrami - Jess i Tatum. W młodym wieku wraz z rodziną przeprowadził się do Australii. Od najmłodszych lat jego pasją była muzyka. Będąc jeszcze dzieckiem nauczył się grać na gitarze oraz napisał swój pierwszy utwór zatytułowany „Change”, którego tematem była jego przeprowadzka z Afryki Południowej do Australii.
Swoją edukację rozpoczął ucząc się w szkole dla chłopców - Melbourne High School. W 2004 założył zespół Third Edge, z którym nagrywał oryginalną muzykę w studiu 52, dzięki czemu grupa otrzymała propozycję zagrania podczas Skools Kool Awards. Posiada czarny pas w karate.

### Kariera
W 2006 udał się na przesłuchania do czwartej edycji australijskiej wersji Idola, gdzie zaprezentował swój nowy utwór zatytułowany „Nice To Meet You”. Za tę piosenkę Dean otrzymał wiele pochlebnych opinii oraz kwalifikację do programu, stając się jednym ze stu uczestników. Również do kolejnego etapu (24 osoby) udało mu się przejść. Zaśpiewał tam „I Don't Wanna Be” Gavina DeGraw, a później, będąc już w dwunastce finalistów, wykonał wraz z Chrisem Murphym utwór „Beautiful Day”. Geyer był faworytem do wygrania w konkursie sędziów Marka Holdena oraz Iana Dicksona. Choć Dean był najpopularniejszą postacią w Idolu, odpadł z konkursu po otrzymaniu najmniejszej liczby głosów od widzów. Ostatecznie program wygrał Damien Leith. Kilka tygodni po zakończeniu czwartej edycji Idola, Dean podpisał umowę z SonyBMG Australia. Pracował z cenionym muzykiem Gregiem Wellsem, który był współautorem ośmiu z trzynastu utworów na jego debiutanckim albumie. W marcu 2007 roku wystąpił w Celebrity Grand Prix w Melbourne.
W 2007 roku wydał swój debiutancką płytę Rush, która otrzymała mieszane recenzje od krytyków. Pomimo dobrej sprzedawalności w pierwszych tygodniach, album szybko jednak stracił popularność. Swoją przygodę z aktorstwem rozpoczął w listopadzie 2007 roku, kiedy to Jonathon Moran zaproponował mu role Ty Harpera w operze mydlanej Sąsiedzi (Neighbours). Aby dobrze wpasować się w postać, Dean brał lekcję śpiewu oraz pracował nad akcentem. Utwór, który wykonał wraz z Caitlin Stasey „Unforgettable”, znalazł się na liście ARIA. W 2008 postanowił odejść z serialu.
W październiku 2010 ogłosił, że znajdzie się w obsadzie produkcji Michaela Jaia White Po prostu walcz 2. Film był kręcony w Luizjanie, a jego budżet wyniósł 3 000 000 dolarów. Powstał w ciągu czterech tygodni.
W kwietniu 2011 odbyła się jego premiera na festiwalu filmowym ActionFest. Za punkt zwrotny w karierze Deana można uznać jego udział w serialu produkcji Stevena Spielberga zatytułowanego Terra Nova, gdzie odgrywał rolę Marka Reynoldsa. Pomimo dużego budżetu i dobrej oglądalności serial został zakończony po pierwszym sezonie. W lipcu 2012 dołączył do głównej części obsady w czwartym sezonie serialu komediowego Glee.

## Życie prywatne
W 2008 był zaręczony z Lisą Origliasso z zespołu The Veronicas. W 2010 zaczął spotykać się z amerykańską aktorką Jillian Murray. Zaręczyli się 18 grudnia 2016. Pobrali się 14 września 2017.

## Wybrana filmografia

### Filmy fabularne
- 2011: Po prostu walcz 2 (Never Back Down 2: The Beatdown) jako Mike

### Seriale TV
- 2008–2009: Sąsiedzi (Neighbours) jako Ty Harper
- 2011: Terra Nova jako Mark Reynolds
- 2011: Single Ladies jako Gabe
- 2012–2013: Glee jako Brody Weston
- 2016-2018: Uwikłana jako Nick Davis